# Агро ТВ
Телевизија Агро (Агро ТВ) је српска телевизијска станица основана 2013. године. Њихов слоган је: Једини телевизијски канал у Србији посвећен пољопривреди 365 дана у години. Доступна је на платформама мтс ТВ и Антена ПЛУС, М:тел Бања Лука и М:тел Црна Гора.

## Емисије
Неке од емисија у недељној програмској шеми Агро ТВ−а су: Лепше од Париза, Знаци мога места, Имамо решење, Цветни кутак, Козарство, Домаћине, како радиш, Наша прича, Цегер, Боја меда, Коњи поново јуре, Стари занати, Свет баштованства, Ветеринари без граница, Бирам село и друге.